# Aulon, Creuse
Aulon là một xã thuộc tỉnh Creuse trong vùng Nouvelle-Aquitaine miền trung nước Pháp. Xã này nằm ở khu vực có độ cao trung bình 413 mét trên mực nước biển.

## Địa lý
Thị trấn có cự ly khoảng 10 dặm (16 km) về phía tây nam của Guéret tại giao lộ các tuyến đường D42, D912 và tuyến đường D10.

## Dân số
| 1962                                                        | 1968 | 1975 | 1982 | 1990 | 1999 | 2007 |
| ----------------------------------------------------------- | ---- | ---- | ---- | ---- | ---- | ---- |
| 228                                                         | 256  | 218  | 209  | 191  | 176  | 221  |
| Số liệu điều tra dân số từ năm 1962 Dân số chỉ tính một lần |      |      |      |      |      |      |

## Địa điểm nổi bật
- Nhà thờ, từ thế kỷ 15.